# Vadászi András
Vadászi András (1932. – 2014. április 27.) metodista lelkész.

## Szolgálati helyei
Szolnokról indulva előbb Kaposváron, majd Szegeden volt körzetvezető lelkész. 1963-ban szentelték fel lelkésszé. Életében kiemelkedő missziós szolgálata volt a fiatalok között, de a határon túli, vajdasági magyarok között is fontos munkát végzett. 
2003-ban, felszentelésének 40. évfordulóján köszöntötte a magyar Évi Konferencia, majd 2012-ben a Magyarországi Metodista Egyház Szegeden tartott 80. Évi Konferenciája is ünnepélyes keretek között köszöntötte fel az akkor 80 esztendős lelkipásztort. 

## Családja
Feleségével együtt hét gyermeket neveltek fel.